# Гавриил V (патриарх Сербский)
Патриарх Гавриил V (серб. Патријарх Гаврило V, в миру Джёрдже Дожич-Меденица, серб. Ђорђе Дожић-Меденица; 17 мая 1881, Вруйци, Доня-Морача, Черногория — 7 мая 1950, Белград) — епископ Сербской православной церкви, архиепископ Печский, митрополит Белградский и Карловацкий, патриарх Сербский.

## Биография
Родился 17 мая 1881 года в селе Вруйци, Черногория, недалеко от монастыря Морача, где настоятелем тогда был его дядя Михаил (Дожич).
Окончил начальную школу при монастыре, а затем продолжил учёбу в Белграде. Позднее перебрался в город Ниш, где просил епископа Нишского Никанора (Ружичича) принять его в один из монастырей епархии. Епископ Никанор послал его на послушание в монастырь Липовац под Алексинацем, а затем перевёл его в монастырь Сичево.
26 февраля 1900 года пострижен в монашество с именем Гавриил. На следующий день был рукоположен в сан иеродиакона, а через неделю — в иеромонаха и определён приходским священником.
Ректор Богословско-учительской школы в Призрене Стефан Димитриевич, отметил молодого иеромонаха и помог ему перейти в монастырь Высокие Дечаны и вступить в ряды учеников тамошней богословско-учительской школы.
По окончании школы преподавал в Дечанах, показав себя на этой должности просвещённым и национально-мыслящим работником. Из Дечан иеромонах Гавриил перешёл в монастырь Йошаница под Ягодином.
Просветительский отдел Сербии, созданный для сербских территорий, находящихся под чужой властью, отправил отца Гавриила на работу в сербскую школу в Константинополе.
В 1905 года поступил на Богословский факультет Афинского университета, который окончил в 1909 году, защитив докторскую диссертацию.
Как высокообразованный монах был поставлен секретарём Хиландарского монастыря на Афоне, где вызывал уважение, как сербских иноков, так и Протата Святой Горы.
Из Хиландара, уже в сане архимандрита, был вновь переведён в Константинополь, где занял пост сербского представителя при Константинопольской Патриархии, а заодно и управителя сербской школы в Константинополе.
1 декабря 1911 года избран митрополитом Рашско-Призренским. 4 декабря хиротонисан во епископа с возведением в сан митрополита.
После завершения Первой Балканской войны, в ходе которой территория его епархии была освобождена от турок сербами и черногорцами, был переименован в митрополита и архиепископа Печского. В освобождённых краях он начал устраивать духовную жизнь своей паствы в новых условиях, особое внимание уделяя единению сербов и налаживанию церковной жизни.
Начавшаяся в 1914 году Первая мировая война заставила сербские войска и правительство покинуть пределы страны, но митрополит Гавриил остался разделить страдания своей паствы. Оккупанты интернировали его в венгерский город Сегед, где он от страданий и издевательств заболел и был отправлен в черногорский город Улцинь на адриатическом побережье, где пребывал под надзором австрийцев, оккупировавших Черногорию.
После освобождения, митрополит Гавриил участвовал в работе Великой народной скупщины в Подгорице, которая 18 декабря 1918 года приняла решение об объединении Черногории и Сербии. Скупщина выбрала 18 депутатов, которые во главе с владыкой Гавриилом привезли в Белград это решение.
После кончины митрополита Черногорского Митрофана (Бана), Архиерейский Собор Сербской Православной Церкви 17 ноября 1920 года избрал владыку Гавриила новым митрополитом Черногорско-Приморским.
В 1923 году присутствовал в качестве представителя Сербской Церкви на так называемом «Всеправославном Конгрессе», созванном патриархом Мелетием (Метаксакисом) в Константинополе.
8 февраля 1938 года избран на Сербский патриарший престол, вдовствовавший после внезапной кончины Патриарха Варнавы.
27 марта 1941 года, во время военного переворота, свергнувшего режим регента Югославии князя Павла (серб. Војни пуч од 27. марта 1941.), вместе со всеми сербскими архиереями энергично поддержал его, выступив с речью по радио Белграда против подписанного 25 марта 1941 года премьер-министром Королевства Югославия Драгишей Цветковичем пакта с Германией.
6 апреля 1941 года, в соответствии с директивой Гитлера, данной в день путча, Германия и её союзники напали на Югославию: около 7 часов утра начались германские воздушные налеты и бомбардировка Белграда и других городов. Бомбы падали в непосредственной близости от входа в Белградский собор и Патриаршего двора. Днём 6 апреля патриарх был вынужден переехать в монастырь Раковица под Белградом, а 7 апреля, вслед за королевским правительством, выехал из Раковицы в монастырь Жича и далее на Страстной седмице в черногорский монастырь Острог. На Пасху патриарх служил во Введенской церкви Острожского монастыря. После недельного пребывания в верхнем Острожском монастыре переехал в нижний монастырь, где был арестован немецкими силами 23 апреля. Взяв патриарха, острожского архимандрита Леонтия и Душана Дожича, племянника патриарха, немцы отвезли их в Сараево. Из Сараево патриарх был переведён в Белград, где с 1 по 5 мая 1941 года провёл в тюрьме бывшего окружного суда на Александровой улице. После немцы перевели его в монастырь Раковицу, а затем в монастырь Войловицу в Панчеве, где содержали вместе со святителем Жичским Николаем (Велимировичем) под сильной стражей. В тюрьме патриарх и епископ Николай отвергли все предложения нацистов о сотрудничестве.
В середине сентября 1944 года патриарх Гавриил и владыка Николай были переведены в концентрационный лагерь Дахау. Потом их переводили из лагеря в лагерь, держали запертыми в подвале одной венской гостиницы во время самой страшной союзнической бомбардировки Вены. Предпринимались попытки по освобождению патриарха и владыки, однако они были безуспешными: инициатор одной из таких попыток, подпоручик четников Вуле Арачич, был тяжело ранен и умер от последствий ранения 30 октября 1944 года. Свободу патриарх встретил 8 мая 1945 года в местечке Кицбил, в Тироле.
Патриарх Гавриил не мог сразу после освобождения вернуться в отечество, где установился режим Тито. Только 14 ноября 1946 года он смог вернуться в новую Югославию, столкнувшись с ужасающем положением Церкви и её верных чад. Сразу же по прибытии созвал чрезвычайную сессию Священного Архиерейского Собора; также он возглавлял делегацию Сербской православной церкви на юбилейных торжествах по поводу 500-летия автокефалии РПЦ и на совещании предстоятелей и представителей автокефальных православных Церквей, проходивших в Москве 8-17 июля 1948 года.
Руководство Сербской православной церкви не желало идти на разрыв отношений с Московской патриархией. Патриарх Сербский Гавриил V категорически отверг предложение титовских властей осудить антиюгославские акции Коминформа. Гавриил V уже после разрыва дипломатических отношений между СССР и Югославией неоднократно (29 сентября 1949 года, 28 декабря 1949 года и 23 марта 1950 года) лично беседовал с первым секретарём советского посольства в Белграде А. Зубовым. Гавриил жаловался на тяжелое финансовое положение Сербской православной церкви, отмечая, что югославские власти налогами «обдирают церковь как липку».
Скончался 7 мая 1950 года в Белграде. Похоронен у южной стены притвора Михайло-Архангельского кафедрального собора в Белграде близ захоронений князей Милоша и Михаила Обреновичей.